# Signale an Zügen

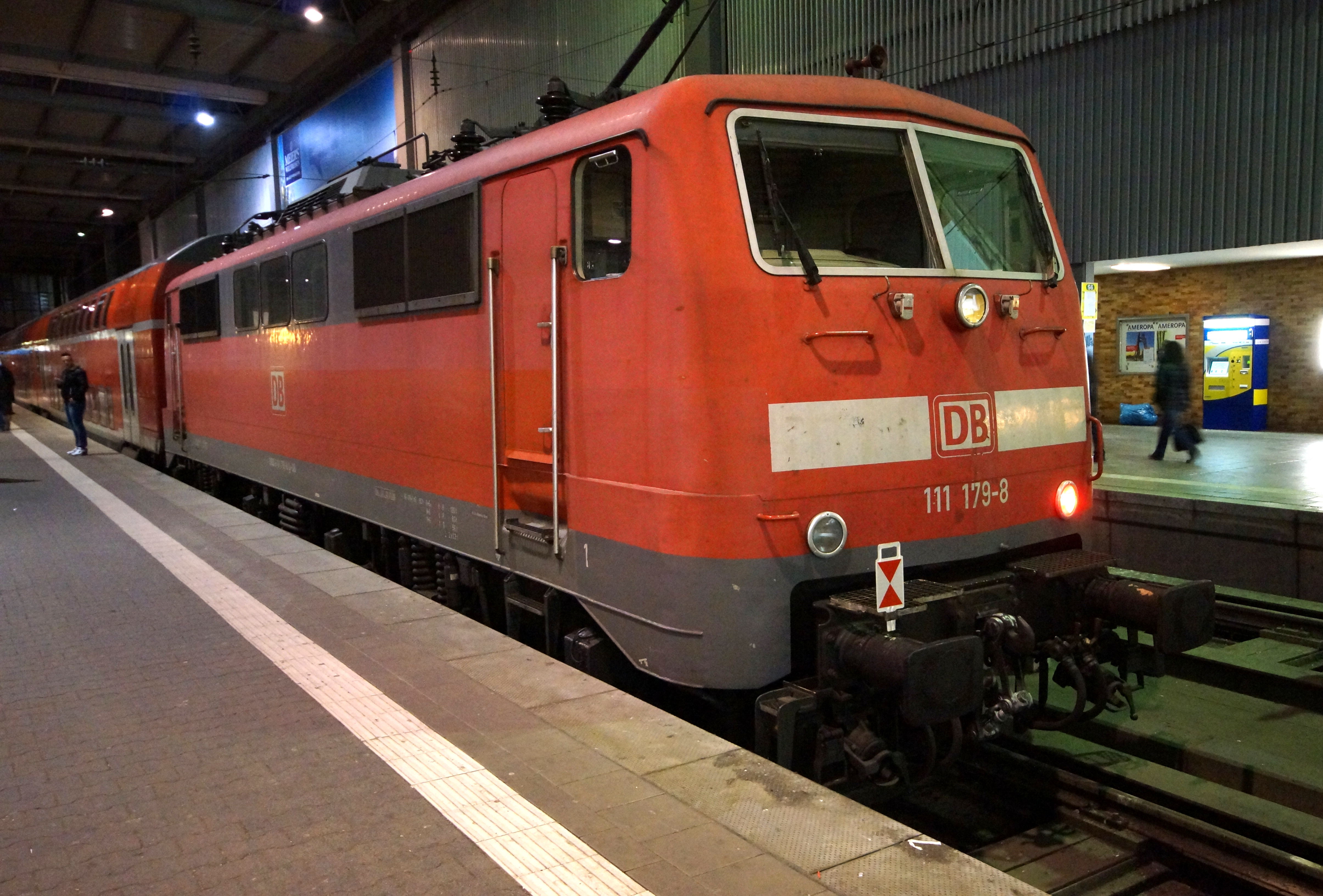
Nach der Richtlinie 301 der DB InfraGO nicht zulässiges Schlusssignal

Als Signale an Zügen (Zg) oder kurz Zugsignale werden in Deutschland  Eisenbahnsignale an der Spitze und am Schluss eines Zuges oder an auf die freie Strecke übergehende Nebenfahrzeuge bezeichnet.

## Signale an Zügen in Deutschland
Das Spitzensignal (Signal Zg 1) kennzeichnet die Zugspitze und besteht als Nachtzeichen aus drei A-förmig angeordneten weißen Lichtern (Dreilicht-Spitzensignal, Signal Zg 1a) an Triebfahrzeugen und Steuerwagen oder zwei weißen Lichtern in gleicher Höhe (Signal Zg 1b) an anderen an der Spitze laufenden Fahrzeugen (beispielsweise an niedrigen Nebenfahrzeugen oder einem geschobenen Wagen). Das Nachtzeichen ist in Deutschland auch am Tage zu führen.
Das Schlusssignal (Signal Zg 2) kennzeichnet den Zugschluss und besteht aus zwei rot-weißen reflektierenden Tafeln oder zwei roten Lichtern in gleicher Höhe. Das Signal braucht nur nach hinten sichtbar zu sein; die roten Lichter dürfen blinken. Bis 2020 war auch die Kennzeichnung mit nur einer Tafel oder einem roten Licht bzw. rot-gelben Tafeln ausländischer Bahnen zulässig.

## Ehemalige Signale an Zügen

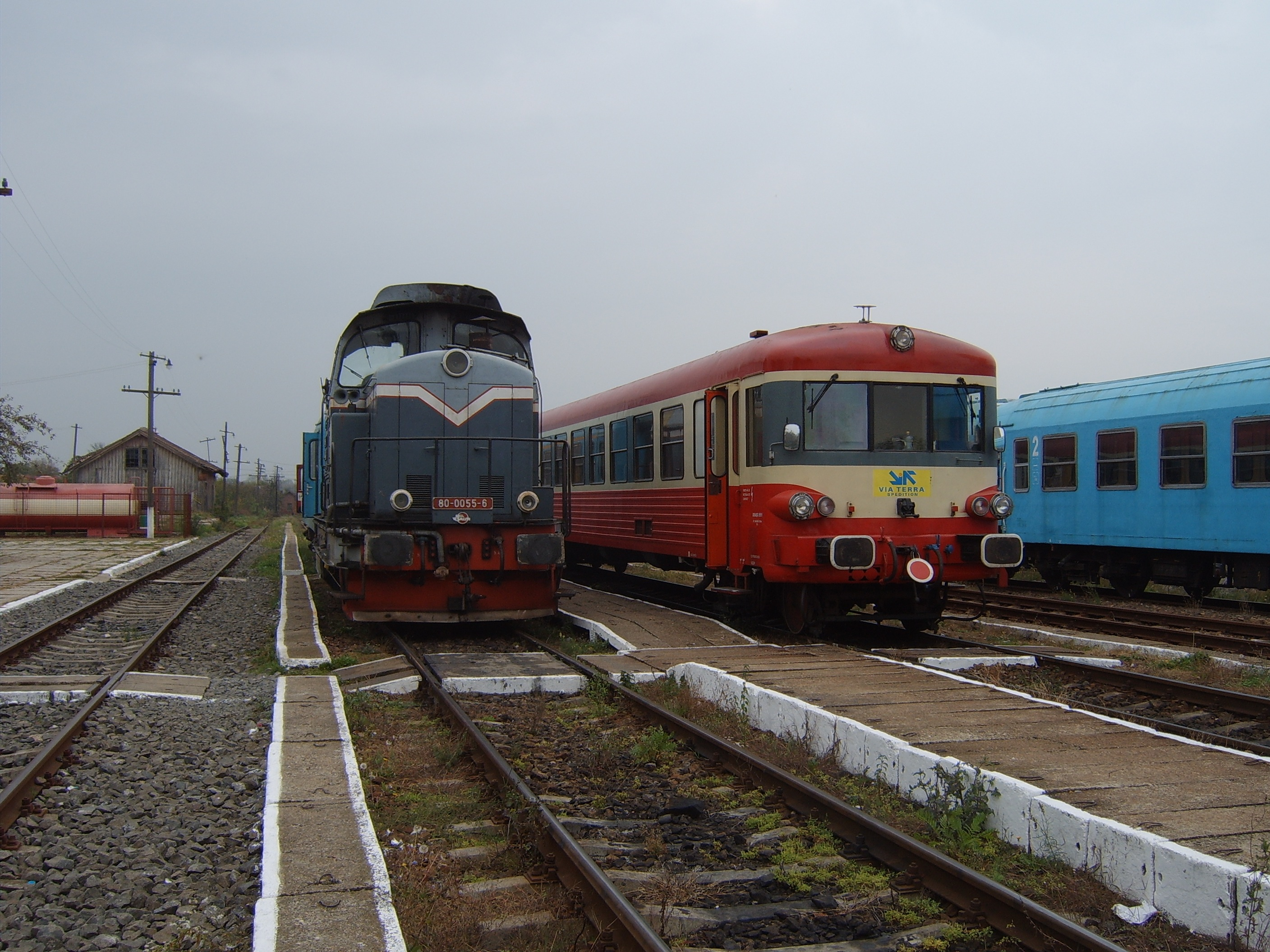
Vereinfachtes Schlusssignal, wie es früher auch in Deutschland verwendet wurde, an einem Triebwagen in Rumänien

In früheren Zeiten wurde unter anderem das Befahren des Gegengleises speziell gekennzeichnet, zudem existierte das vereinfachte Schlusssignal (für Lokzüge, geschobene Züge und Nebenfahrzeuge). Das Signalbuch der Deutschen Reichsbahn von 1935 führte in der Gruppe der Signale an Zügen (Zg) sieben Signale sowie eines in der Gruppe der Signale für Kleinwagenfahrten (Kl) auf:
- Signal Zg 1 – Regel-Spitzensignal – „Zugspitze bei der Fahrt auf eingleisiger Strecke oder auf dem richtigen Gleis einer zweigleisigen Strecke“

Vorn am ersten Fahrzeug zwei weiß leuchtende Laternen in gleicher Höhe, am Tage kein besonderes Signal.
- Signal Zg 2 – Falschfahrt-Spitzensignal – „Zugspitze beim Befahren des falschen Gleises“

Als Tageszeichen vorn am ersten Fahrzeug eine runde rote Scheibe mit weißem Rand, als Nachtzeichen die rote Blendung der in Fahrtrichtung linken Laterne des Spitzensignals.
- Signal Zg 3 – Regel-Schlussignal – „Zugschluss bei der Fahrt auf eingleisiger Strecke oder auf dem richtigen Gleis einer zweigleisigen Strecke“

Am letzten Fahrzeug in gleicher Höhe entweder zwei nach vorn und nach hinten sichtbare, viereckige rot und weiß gestrichene Scheiben (Oberwagenscheiben) oder das Nachtzeichen mit zwei in gleicher Höhe nach vorn weiß, nach hinten rot leuchtenden Laternen (Oberwagenlaternen).
- Signal Zg 4 – Falschfahrt-Schlussignal – „Zugschluss beim Befahren des falschen Gleises“

Am letzten Fahrzeug entweder eine nach vorn und nach hinten sichtbare Oberwagenscheibe und in gleicher Höhe rechts eine runde, vorn weiße, hinten gelbe Scheibe mit schwarzem Rand oder das Nachtzeichen mit einer nach vorn weiß, nach hinten rot leuchtenden Laterne und in gleicher Höhe rechts eine nach vorn weiß, nach hinten gelb leuchtenden Laterne.
- Signal Zg 5 – Vereinfachtes Schlusssignal

Eine runde rote Scheibe mit weißem Rand als Tageszeichen oder eine rot leuchtende Laterne als Nachtzeichen in Höhe des rechten Puffers des letzten Fahrzeuges.
- Signal Zg 6 – Nachfolgesignal – „Ein Sonderzug folgt nach“

Am letzten Fahrzeug zusätzlich zum Schlusssignal eine runde weiße Scheibe mit schwarzem Rand als Tageszeichen oder eine weiß leuchtende Laterne als Nachtzeichen.
- Signal Zg 7 – Gegenzugsignal – „Ein Sonderzug kommt aus entgegengesetzter Richtung“

Am ersten Fahrzeug vorn oben eine runde weiße Scheibe mit schwarzem Rand als Tageszeichen oder eine weiß leuchtende Laterne als Nachtzeichen.
- Signal Kl – Kleinwagen-Signal – „Kennzeichnung von Wagen bei Kleinwagenfahrten“

Auf eingleisigen Strecken und beim Befahren des Gegengleises vorn und hinten ein rotes Licht, auf zweigleisigen Strecken vorn ein weißes, hinten ein rotes Licht als Nachtzeichen, am Tage kein besonderes Signal.
Die Signalbücher der  Deutschen Bundesbahn sowie der Deutschen Reichsbahn führten Anfang der 1970er Jahre noch die Signale Zg 1, Zg 2, Zg 3 und Zg 5 (als Zg 4) auf, die Signale Zg 1 und Zg 2 für Triebfahrzeuge und Steuerwagen jedoch bereits als Dreilicht-Spitzensignal. Die Deutsche Reichsbahn hatte die Signalgruppe Signale an Zügen und Kleinwagen (Zg) genannt und das ehemalige Signal Kl für Kleinwagenfahrten dem Regelspitzensignal als Signal Zg 1c (ein weißes Licht) bzw. dem Falschfahrtsignal als Signal Zg 2c (ein rotes Licht) zugeordnet; Zg 1a und Zg 2a entsprachen jeweils der Kennzeichnung mit drei Lichtern des führenden Fahrzeuges, Zg 1b und Zg 2b der mit zwei Lichtern. Die Deutsche Bundesbahn hob 1972 das Falschfahrtsignal auf; 1986 änderte sie die Kurzbezeichnung für das Schlusssignal von Zg 3 in Zg 2 und für das Tageszeichen des vereinfachten Schlusssignals von Zg 4 in Zg 102.